# Lagunita (yacimiento arqueológico)
Lagunita es el nombre dado a un yacimiento arqueológico de la cultura maya precolombina, en el municipio de Calakmul, en el estado de Campeche, México. El sitio maya, que permaneció perdido durante décadas después de haber sido  visitado por una expedición estadounidense, fue ubicado en el sector norte de la Reserva de la Biosfera de Calakmul, cerca de la población de Xpujil.
El lugar arqueológico fue registrado en agosto de 2014 por un grupo de arqueólogos encabezados por el esloveno Ivan Šprajc del Centro de Investigaciones Científicas de la Academia Eslovena de Ciencias y Artes, trabajando en coordinación con el Instituto Nacional de Antropología e Historia de México. Aunque el lugar fue visitado en la década de 1970 por el arqueólogo estadounidense Eric von Euw, los resultados de esta expedición nunca fueron publicados y el lugar no fue registrado. En el Museo Peabody de Arqueología y Etnología de la Universidad de Harvard se conservan bocetos realizados entonces, tanto de la fachada zoomorfa como de otras estructuras, pero se ignoraba la ubicación del sitio. A partir de fotografías aéreas que fueron tomadas en la zona por el grupo encabezado por Ivan Šprajc, el yacimiento pudo ser identificado comparando las fotografías con los dibujos de Von Euw, que fueron proporcionados por el investigador austríaco Karl Herbert Mayer.
Una de las fachadas de las estructuras monumentales halladas en Lagunita, la que presenta grandes figuras zoomorfas, se encuentra en buen estado de conservación y puede compararse con las de Chicaná y Hochob, también en Campeche. Otros monumentos conservan relieves e inscripciones jeroglíficas. De acuerdo con la lectura preliminar de Octavio Esparza, epigrafista del proyecto, el texto en la Estela 2 de Lagunita señala que el monumento fue erigido en el año 711 d. C., por el gobernante Señor de 4 Katunes.
A reserva de profundizar en la investigación del lugar se ha estimado que el apogeo de este sitio, al igual que Tamchén, otro yacimiento maya que fue registrado simultáneamente por el mismo grupo de trabajo, corresponde al periodo clásico tardío de la cultura maya (siglo VIII al X d. C.)